# Châteauneuf-Miravail
Châteauneuf-Miravail ist eine französische Gemeinde mit 75 Einwohnern (Stand 1. Januar 2022) im Département Alpes-de-Haute-Provence in der Region Provence-Alpes-Côte d’Azur. Sie gehört zum Arrondissement Forcalquier und zum Kanton Sisteron. Die Bewohner nennen sich Castelnovins.
Die Gemeinde grenzt im Norden und Osten an Saint-Vincent-sur-Jabron, im Süden an Lardiers und L’Hospitalet, im Südwesten an La Rochegiron, im Westen an Montfroc und im Nordwesten an Curel.

## Bevölkerungsentwicklung
| Jahr      | 1962 | 1968 | 1975 | 1982 | 1990 | 1999 | 2008 | 2012 |
| --------- | ---- | ---- | ---- | ---- | ---- | ---- | ---- | ---- |
| Einwohner | 58   | 54   | 62   | 71   | 57   | 68   | 75   | 78   |